# Mons-en-Barœul
Mons-en-Barœul es un municipio del norte de Francia, situado en el departamento Norte y la región Norte-Paso de Calais. Es un pueblo colindante al noroeste con la ciudad de Lille. Forma parte de la Comunidad Urbana de la Metrópoli de Lille. 

## Demografía
| 705                       | 671 | 770 | 738 | 889 | 807 | 1 043 | 1 120 | 1 319 | 1 557 | 1 868 | 2 168 | 2 383 | 2 389 | 2 891 | 2 832 | 3 575 | 4 226 | 5 059 | 5 949 | 6 792 | 7 227 | 8 096 | 8 705 | 9 030 | 9 125 | 11 531 | 14 113 | 28 070 | 26 638 | 23 578 | 23 017 | 22 664 |
| (Fuente: INSEE y Cassini) |     |     |     |     |     |       |       |       |       |       |       |       |       |       |       |       |       |       |       |       |       |       |       |       |       |        |        |        |        |        |        |        |